# Morti nel 1976/Giugno
| Questa pagina contiene informazioni ricavate automaticamente dalle voci biografiche con l'ausilio del template Bio e di un bot. L'aggiornamento è periodico e automatico e ricostruisce completamente la pagina. Se manca una persona in questa lista, sei pregato di non aggiungerla, ma accertati piuttosto che la sua voce biografica contenga il template Bio e che i dati anagrafici siano correttamente compilati. Se il template Bio manca, inseriscilo tu stesso o, in alternativa, metti l'avviso {{tmp\|Bio}} che ne segnala la mancanza. Se i dati riportati sono sbagliati, correggi direttamente la voce biografica; le modifiche saranno visibili in questa lista entro pochi giorni. Per chiarimenti vedi il progetto biografie. La lista contiene solo le 81 persone che sono citate nell'enciclopedia e per le quali è stato implementato correttamente il template Bio. Pagina aggiornata al 3 mar 2024. |

- 1º giugno - Jan Scholte, pallanuotista olandese (n. 1910)
- 2 giugno - Juan José Torres, generale e politico boliviano (n. 1920)
- 2 giugno - 'Abd al-Rahman 'Azzam, diplomatico egiziano (n. 1893)
- 3 giugno - Gerhard Dornbusch, direttore d'orchestra, compositore e arrangiatore svedese (n. 1910)
- 3 giugno - Viggo Kampmann, politico danese (n. 1910)
- 4 giugno - Zoltán Latinovits, attore ungherese (n. 1931)
- 4 giugno - Giuseppe Tirinnanzi, poeta italiano (n. 1887)
- 5 giugno - Bruno Fonzi, scrittore e traduttore italiano (n. 1914)
- 5 giugno - René Hubert, costumista svizzero (n. 1895)
- 5 giugno - Willy Rösingh, canottiere olandese (n. 1900)
- 5 giugno - Violet Wilkey, attrice statunitense (n. 1903)
- 5 giugno - Jean de Limur, regista, attore e sceneggiatore francese (n. 1887)
- 6 giugno - Severino Cavone, calciatore italiano (n. 1923)
- 6 giugno - Jean Paul Getty, imprenditore, collezionista d'arte e filantropo statunitense (n. 1892)
- 6 giugno - David Jacobs, velocista britannico (n. 1888)
- 6 giugno - Elisabeth Rethberg, soprano tedesco (n. 1894)
- 6 giugno - Victor Varconi, attore ungherese (n. 1891)
- 7 giugno - Agostino Gabucci, musicista italiano (n. 1896)
- 7 giugno - Bobby Hackett, trombettista e chitarrista statunitense (n. 1915)
- 7 giugno - Donald Walter Gordon Murray, chirurgo canadese (n. 1894)
- 7 giugno - Shigetarō Shimada, ammiraglio giapponese (n. 1883)
- 8 giugno - Francesco Coco, magistrato italiano (n. 1908)
- 8 giugno - Antioco Deiana, militare italiano (n. 1936)
- 8 giugno - Bob Feerick, cestista, allenatore di pallacanestro e dirigente sportivo statunitense (n. 1920)
- 8 giugno - Michail Efimovič Katukov, generale sovietico (n. 1900)
- 8 giugno - Giovanni Saponara, poliziotto italiano (n. 1934)
- 8 giugno - Thorleif Schjelderup-Ebbe, zoologo e psicologo norvegese (n. 1894)
- 8 giugno - Hobart Merritt Van Deusen, naturalista statunitense (n. 1910)
- 9 giugno - Gerd Gaiser, scrittore tedesco (n. 1908)
- 9 giugno - El Ouali Mustafa Sayed, politico saharawi (n. 1948)
- 9 giugno - Sybil Thorndike, attrice britannica (n. 1882)
- 10 giugno - Luigi Cortese, compositore italiano (n. 1899)
- 10 giugno - Giovanni Romagnoli, pittore e scultore italiano (n. 1893)
- 10 giugno - Adolph Zukor, produttore cinematografico ungherese (n. 1873)
- 11 giugno - Giovanni Barale, calciatore italiano (n. 1895)
- 11 giugno - Toots Mondt, wrestler statunitense (n. 1894)
- 12 giugno - Germaine Cellier,  francese (n. 1909)
- 12 giugno - Ignaz Maybaum, rabbino e filosofo austriaco (n. 1897)
- 12 giugno - Francesco Spezzano, avvocato e politico italiano (n. 1903)
- 13 giugno - Géza Anda, pianista ungherese (n. 1921)
- 13 giugno - Jos Koetz, calciatore lussemburghese (n. 1897)
- 14 giugno - Heinrich Kreipe, militare tedesco (n. 1895)
- 14 giugno - Knud di Danimarca, principe danese (n. 1900)
- 15 giugno - Harald Friis, ingegnere danese (n. 1893)
- 15 giugno - Pier Ugo Gragnani, attore italiano (n. 1898)
- 15 giugno - Armando Migliari, attore italiano (n. 1887)
- 15 giugno - Heinrich Moos, schermidore tedesco (n. 1895)
- 15 giugno - Walter Morselli, pittore italiano (n. 1912)
- 16 giugno - Hector Pieterson, attivista sudafricano (n. 1963)
- 17 giugno - Richard Casey, politico australiano (n. 1890)
- 17 giugno - Guido Giuliante, medico, poeta e politico italiano (n. 1912)
- 17 giugno - Don Lofgran, cestista statunitense (n. 1928)
- 17 giugno - Francisco Urondo, scrittore argentino (n. 1930)
- 19 giugno - Bjarne Olsen, calciatore norvegese (n. 1898)
- 19 giugno - Lino Carrel, compositore italiano (n. 1889)
- 20 giugno - Miguel Ángel Bustos, poeta, pittore e critico letterario argentino (n. 1932)
- 20 giugno - Guido Ghedina, sciatore alpino italiano (n. 1931)
- 20 giugno - Corrado Sonni, attore italiano (n. 1904)
- 21 giugno - Margaret Herrick,  statunitense (n. 1902)
- 22 giugno - Tibor Csík, pugile ungherese (n. 1927)
- 22 giugno - Paride Formentini, economista italiano (n. 1899)
- 22 giugno - Zoltán Krenický, cestista cecoslovacco (n. 1925)
- 22 giugno - Eric Marques, pentatleta brasiliano (n. 1919)
- 22 giugno - Paul Pimsleur, linguista statunitense (n. 1927)
- 22 giugno - Óscar Rodríguez López, calciatore spagnolo (n. 1903)
- 23 giugno - Imogen Cunningham, fotografa statunitense (n. 1883)
- 23 giugno - DeHart Hubbard, lunghista statunitense (n. 1903)
- 24 giugno - Kåre Bergstrøm, fotografo e regista norvegese (n. 1911)
- 24 giugno - Samuel Dushkin, violinista statunitense (n. 1891)
- 24 giugno - Alfredo Maisto, mafioso italiano (n. 1918)
- 24 giugno - Paolo Nativi, cabarettista, mimo e comico italiano (n. 1940)
- 24 giugno - Minor White, fotografo e docente statunitense (n. 1908)
- 25 giugno - Johnny Mercer, paroliere, compositore e cantante statunitense (n. 1909)
- 27 giugno - Albert Dubout, illustratore, pittore e scultore francese (n. 1905)
- 27 giugno - Wade McClusky, aviatore statunitense (n. 1902)
- 28 giugno - Stanley Baker, attore britannico (n. 1928)
- 28 giugno - Jakov Izrailevič Zak, pianista e docente sovietico (n. 1913)
- 29 giugno - Gualtiero Galmanini, architetto e designer italiano (n. 1909)
- 29 giugno - Josef Straka, canottiere cecoslovacco (n. 1904)
- 30 giugno - Gustav Knittel, militare tedesco (n. 1914)
- 30 giugno - Paul Felix Lazarsfeld, sociologo statunitense (n. 1901)